# Tethina strobliana
Tethina strobliana is een vliegensoort uit de familie van de Canacidae. De wetenschappelijke naam van de soort is voor het eerst geldig gepubliceerd in 1923 door Mercier.